# Кафяв лемур
Кафявият лемур (Eulemur fulvus) е вид бозайник от семейство Лемурови (Lemuridae). Видът е почти застрашен от изчезване.

## Разпространение и местообитание
Разпространен е в Мадагаскар.